# Средства массовой информации Гватемалы
Монополистом в сфере средств массовой информации Гватемалы является мексиканский медиамагнат Ремихио Анхель Гонсалес, который с середины 1990-х годов «фактически монопольно контролирует коммерческий телевизионный эфир этой страны». Гонсалес контролирует четыре телевизионные станции в Гватемале — El Super Canal, Televisiete, Teleonce и Trecevisión.
Гонсалес, которому также принадлежит большинство кинотеатров страны, к 2000 году также приобрел 21 радиостанцию, включая Radio Sonora, известное как ведущее в области новостей. Двумя другими крупными радиосетями являются Emisoras Unidas (принадлежит семье Арчила) и Radio Grupo Alius (принадлежит Альфонсо Лиу) — сеть христианских станций, которая не конкурирует в новостях или музыке.
Проведенное в 2001 году исследование медиа-собственности Гонсалеса в Гватемале и Никарагуа показало, что они имеют тенденцию вытеснять голоса, выступающие против правительства, и пришло к выводу, что «практика правления Гонсалесом создает атмосферу, которая подрывает развитие демократии». Он оказывает сильное влияние на гватемальскую политику, например, пожертвовав 650 000 долларов на президентскую кампанию Винисио Сересо, a также более 2,6 миллиона долларов и бесплатное эфирное время кампании Альфонсо Портильо 1999 года. «Политологи говорят, что бесплатная реклама помогла Портильо победить на выборах».
После того, как Портильо стал президентом, он «назначил шурина Гонсалеса, Луиса Раббе, своим министром связи, инфраструктуры и жилищного строительства, а также обеспечил ему влиятельную должность в кабинете министров, юрисдикция которой включает надзор за вещательными СМИ».